# 지바 다쿠사부로

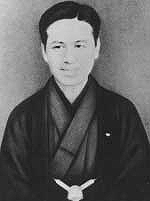
치바 타쿠사부로

치바 타쿠사부로(일본어: 千葉卓三郎, 1852년 8월 2일 ~ 1883년 11월 13일)는 일본의 무사, 메이지 시대의 자유 민권 운동가. 민간 헌법 가운데 하나인 일본 제국 헌법, 통칭 이츠카이치헌법을 기초했다.

## 약력
1852년 8월 2일 센다이번 · 무쓰국 쿠리하라에서 태어났다. 아버지는 센다이 번사인 千葉宅之丞였다.
11세에 센다이의 번교인 養賢堂의 大槻磐渓에게 배웠다. 1868년 16세의 나이로 보신 전쟁에 참가했다. 막부군 측이어서 패전을 경험했다. 1872년 미즈사와현(水沢県)의 일본 정교회 기도소(간나리 하리스토스 정교회)에서 세례를 받았다. 이후 각지를 다니며 의학 · 수학 · 러시아어 · 국학 · 정토진종 · 유교·동방 정교회·로마 가톨릭교회·개신교 등을 배웠다. 상인이 되기도 했다.
1880년 봄부터 가나가와현 이쓰카이치의 권능학교勧能学校에서 근무를 시작했다. 이후 2대 교장이 된다. 1881년 민간 헌법인 일본 제국 헌법을 후카자와 곤파치 등과 기초했다. 이것은 대표적인 민간헌법이며 현 일본국 헌법에 가깝게 인권 존중을 담고있고있다.
학습노트 하단에 자신을 재팬국 법학대박사 타쿠론 치바タクロン・チーバ라 서명하는 등 유머감각도 있는 사람이었다.
1882년 지병인 결핵, 위병이 악화되어 요양을 시작했으나 1883년 11월 12일 도쿄 혼고의 竜岡病院에서 31세로 사망했다. 양녀가 資福寺에 묻었다.
1968년 이로카와 다이키치色川大吉가 深沢家창고에서 일본제국헌법을 발견하여 이츠카이치 헌법이라 불렀다., 이츠카이치헌법 기초지인 五日市中学校와 그의 출생지인 시와히메정, 그의 묘지가 있는 資福寺에 기념비가 세워졌다.

## 참고 문헌
- 메이지의 문화(이로카와 다이키치) : 3장 방랑의 구도자 편에 치바 타쿠사부로의 일생이 한 장에 걸쳐 서술되어있음